# Diócesis de Ciego de Ávila
La diócesis de Ciego de Ávila (en latín: Dioecesis Caeci Abulensis) es una circunscripción eclesiástica de la Iglesia católica en Cuba. Se trata de una diócesis latina, sufragánea de la arquidiócesis de Camagüey. Desde el 7 de abril de 2022 es sede vacante y su administrador diocesano es el presbítero Dariusz Jozef Chalupczynski.

## Territorio y organización
La diócesis tiene 7887 km² y extiende su jurisdicción sobre los fieles católicos de rito latino residentes en la provincia de Ciego de Ávila y en el municipio de Jatibonico de la provincia de Sancti Spíritus.
La sede de la diócesis se encuentra en la ciudad de Ciego de Ávila, en donde se halla la Catedral de San Eugenio de la Palma.
En 2021 en la diócesis existían 7 parroquias, 1 cuasiparroquia y 2 zonas pastorales:
- Catedral de San Eugenio de la Palma, en Ciego de Ávila;
- Parroquia de San José, en Jatibonico y Arroyo Blanco;
- Parroquia de la Inmaculada Concepción, en Chambas;
- Parroquia Nuestra Señora de la Candelaria, en Morón;
- Parroquia de Nuestra Señora de las Mercedes, en Violeta;
- Parroquia Nuestra Señora de la Caridad, en Pina;
- Parroquia de Nuestra Señora del Carmen, en Gaspar;
- Cuasiparroquia de San Francisco, en Ciego de Ávila;
- Zona Pastoral del Sagrado Corazón, en Venezuela;
- Zona Pastoral de San José, en Majagua.

## Historia
La diócesis fue erigida el 2 de febrero de 1996 mediante la bula Universale Ecclesiae del papa Juan Pablo II, obteniendo el territorio de la diócesis de Camagüey (hoy arquidiócesis).
Originalmente sufragánea de la arquidiócesis de Santiago de Cuba, el 5 de diciembre de 1998 pasó a formar parte de la provincia eclesiástica de Camagüey.

## Estadísticas
Según el Anuario Pontificio 2022 la diócesis tenía a fines de 2021 un total de 192 000 fieles bautizados.
| Año                                                                             | Población            | Población | Población      | Sacerdotes | Sacerdotes    | Sacerdotes    | Bautizados por sacerdote | Diáconos permanentes | Religiosos | Religiosos | Parroquias |
| Año                                                                             | Bautizados católicos | Total     | % de católicos | Total      | Clero secular | Clero regular | Bautizados por sacerdote | Diáconos permanentes | Varones    | Mujeres    | Parroquias |
| ------------------------------------------------------------------------------- | -------------------- | --------- | -------------- | ---------- | ------------- | ------------- | ------------------------ | -------------------- | ---------- | ---------- | ---------- |
| 1999                                                                            | 182 600              | 450 000   | 40.6           | 5          | 3             | 2             | 36 520                   | 4                    | 2          | 8          | 4          |
| 2000                                                                            | 182 600              | 450 000   | 40.6           | 7          | 5             | 2             | 26 085                   | 3                    | 2          | 8          | 4          |
| 2001                                                                            | 186 000              | 450 000   | 41.3           | 8          | 6             | 2             | 23 250                   | 3                    | 2          | 11         | 4          |
| 2002                                                                            | 187 000              | 452 000   | 41.4           | 7          | 7             |               | 26 714                   | 3                    |            | 13         | 4          |
| 2003                                                                            | 186 000              | 450 000   | 41.3           | 7          | 7             |               | 26 571                   | 3                    |            | 13         | 4          |
| 2004                                                                            | 186 000              | 450 000   | 41.3           | 8          | 8             |               | 23 250                   | 3                    |            | 14         | 4          |
| 2006                                                                            | 186 900              | 452 100   | 41.3           | 8          | 8             |               | 23 362                   | 3                    |            | 12         | 4          |
| 2013                                                                            | 189 100              | 464 000   | 40.8           | 8          | 6             | 2             | 23 637                   | 3                    | 2          | 16         | 5          |
| 2016                                                                            | 190 343              | 465 628   | 40.9           | 8          | 6             | 2             | 23 792                   | 2                    | 2          | 16         | 5          |
| 2019                                                                            | 191 830              | 467 000   | 41.1           | 14         | 7             | 7             | 13 702                   | 2                    | 7          | 18         | 7          |
| 2021                                                                            | 192 000              | 467 366   | 41.1           | 13         | 6             | 7             | 14 769                   | 3                    | 7          | 17         | 7          |
| Fuente: Catholic-Hierarchy, que a su vez toma los datos del Anuario Pontificio. |                      |           |                |            |               |               |                          |                      |            |            |            |

## Episcopologio

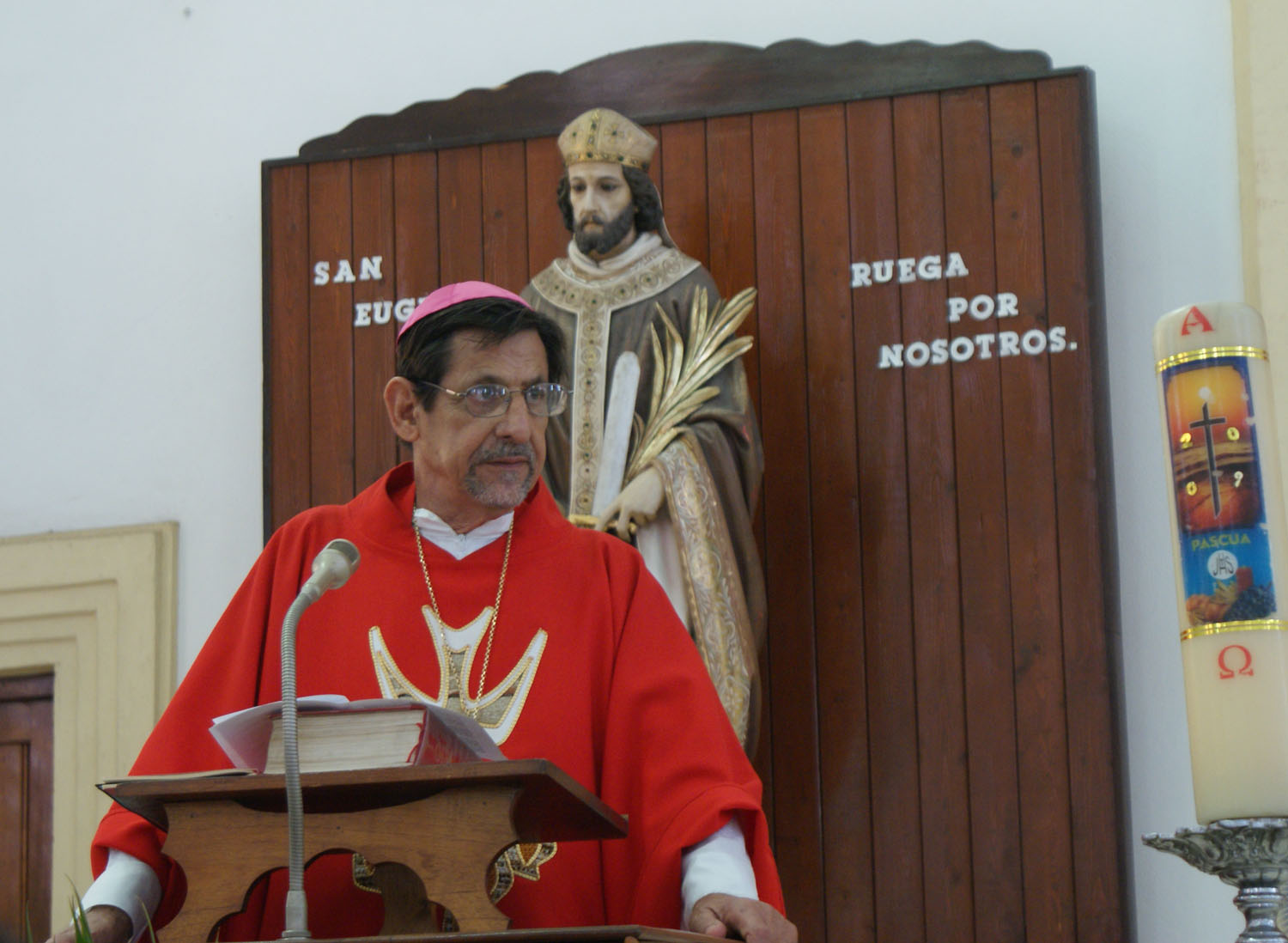
Mario Eusebio Mestril Vega, obispo emérito de Ciego de Ávila

- Mario Eusebio Mestril Vega (2 de febrero de 1996-8 de julio de 2017 retirado)
- Juan Gabriel Díaz Ruiz (8 de julio de 2017-7 de abril de 2022 nombrado obispo de Matanzas)
  - Sede vacante (desde 2022)